# Bernhard Hieber
Bernhard Hieber (* 1968 in Haldensleben) ist ein deutscher Kommunalpolitiker (SPD). Er ist seit dem 7. Juli 2022 Bürgermeister der Stadt Haldensleben.

## Werdegang
Bernhard Hieber wurde in Haldensleben geboren, wo er auch aufgewachsen ist. Er besuchte dort zunächst die Polytechnische Oberschule Karl Liebknecht und danach die Erweiterte Oberschule Heinrich Heine, die er im Jahr 1987 mit dem Abitur verließ.
Anschließend absolvierte er seinen Grundwehrdienst bei der Nationalen Volksarmee. Danach absolvierte er an der Otto-von-Guericke-Universität Magdeburg ein Studium, das er erfolgreich als Diplom-Ingenieur beendete.
Ab Oktober 1994 war er beruflich in der Elektronischen Datenverarbeitung (EDV) tätig. Im Jahr 2002 ging er in die Selbständigkeit und eröffnete ein Computergeschäft in Haldensleben.
Bernhard Hieber ist liiert und Vater von zwei Kindern.

## Kommunalpolitik
Bernhard Hieber ist Mitglied der SPD. 
Ab 2014 war er Mitglied und Vorsitzender der SPD-Fraktion im Stadtrat von Haldensleben. Er war Mitglied im Hauptausschuss für Umwelt, Landwirtschaft, Forsten und Abwasserangelegenheiten. Zudem war er Mitglied im Finanzausschuss der Stadt.
Am 11. Januar 2022 wurde er von der SPD-Fraktion einstimmig zum Kandidaten für die anstehende Bürgermeisterwahl nominiert. Am 13. März 2022 erreichte Hieber bei der Bürgermeisterwahl mit 30,87 % der Stimmen bei insgesamt neun Kandidaten die meisten aller Stimmen. Die Wahlbeteiligung lag bei knapp 41 %. Bei der darauffolgenden Stichwahl am 3. April 2022 gewann Hieber mit 60,80 % der Stimmen und konnte sich damit gegen Danny Meyer (CDU) durchsetzen. Die Wahlbeteiligung lag bei 31,99 %. Sein Amtsantritt als Bürgermeister von Haldensleben erfolgte am 7. Juli 2022.